# نمی‌توانی برای همیشه فرار کنی
نمی‌توانی برای همیشه فرار کنی (به انگلیسی: You Can't Run Forever) با نام قبلی وحشت در بیشه (انگلیسی: The Woods) یک فیلم درام و دلهره‌آور آمریکایی محصول سال ۲۰۲۴ نوشته کارولین کارپنتر و میشل شوماخر، کارگردانی شوماخر با بازی جی. کی. سیمونز، آلن لیچ و فرناندا اورجولا است.
این فیلم در ۱۷ می ۲۰۲۴ در ایالات متحده منتشر شد.

## داستان
فیلم در مورد دختری نوجوان به نام میراندا است که به دلیل یک رویداد غم‌انگیز در گذشته، از اضطراب حاد رنج می‌برد. در این میان زمانی که یک قاتل زنجیره‌ای خطرناک، او را به عنوان هدف بعدی خود انتخاب می‌کند، ترس و وحشت بار دیگر به سراغ میراندا آمده و…

## تولید
در سپتامبر ۲۰۲۱، اعلام شد که سیمونز، زالو، اورژولا و آنایا در این فیلم نقش آفرینی کرده‌اند. همچنین در همان ماه گزارش شد که فیلمبرداری در میزولا، مونتانا رخ داده است. سرانجام در ژانویه ۲۰۲۳، فیلمبرداری به پایان رسید.

## بازخوردها
- این فیلم بر اساس هفت نقد با میانگین امتیاز ۳٫۷ از ۱۰ در جمع‌آوری نقد راتن تومیتوز دارای ۱۴ درصد تاییدیه است.[۸]
- برایان تالریکو از راجرایبرت.کام به این فیلم یک ستاره و نیم اهدا کرد.[۹]
- ویل سایر از مووی‌وب به این فیلم ۳ از ۵ امتیاز داد.[۱۰]